# Fabian Wilkens Solheim
Fabian Wilkens Solheim (Oslo, 10 aprile 1996) è un ex sciatore alpino norvegese.

## Biografia
Specialista dello slalom gigante attivo dal dicembre del 2011, in Coppa Europa Solheim ha esordito il 2 dicembre 2015 a Hemsedal in slalom speciale, senza qualificarsi per la seconda manche, e ha colto la prima vittoria, nonché primo podio, il 5 dicembre 2018 a Funäsdalen in slalom gigante. Ha debuttato in Coppa del Mondo l'8 dicembre 2018 a Val-d'Isère nella medesima specialità, senza completare la prova; sempre in slalom gigante ha conquistato l'ultima vittoria in Coppa Europa, il 3 dicembre 2019 a Trysil, il miglior risultato in Coppa del Mondo, l'11 gennaio 2020 ad Adelboden (9º), e l'ultimo podio in Coppa Europa, il 28 gennaio dello stesso anno a Méribel (2º).
Ai Mondiali di Cortina d'Ampezzo 2021, sua unica presenza iridata, ha vinto la medaglia d'oro nella gara a squadre, non ha completato lo slalom gigante e non si è qualificato per la finale nel parallelo; l'anno dopo ai XXIV Giochi olimpici invernali di Pechino 2022, sua unica presenza olimpica, ha vinto la medaglia di bronzo nella gara a squadre, la sola gara a cui ha preso parte. Ha preso per l'ultima volta il via in Coppa del Mondo il 12 marzo 2023 a Kranjska Gora in slalom gigante, senza completare la prova, e si è ritirato al termine di quella stessa stagione 2022-2023: la sua ultima gara in carriera è stata lo slalom gigante dei Campionati norvegesi 2023, disputato il 26 marzo a Trysil e chiuso da Solheim al 9º posto.

## Palmarès

### Olimpiadi
- 1 medaglia:
  - 1 bronzo (gara a squadre a Pechino 2022)

### Mondiali
- 1 medaglia:
  - 1 oro (gara a squadre a Cortina d'Ampezzo 2021)

### Coppa del Mondo
- Miglior piazzamento in classifica generale: 99º nel 2020

### Coppa Europa
- Miglior piazzamento in classifica generale: 16º nel 2019
- 5 podi:
  - 3 vittorie
  - 2 secondi posti

#### Coppa Europa - vittorie
| Data            | Località   | Paese    | Specialità |
| --------------- | ---------- | -------- | ---------- |
| 5 dicembre 2018 | Funäsdalen | Svezia   | GS         |
| 2 dicembre 2019 | Trysil     | Norvegia | GS         |
| 3 dicembre 2019 | Trysil     | Norvegia | GS         |

Legenda:

GS = slalom gigante